# Joan Enrich
Joan Enrich (Barcelona, 1743 - ibídem, 1795) va ser un escultor català.

## Trajectòria

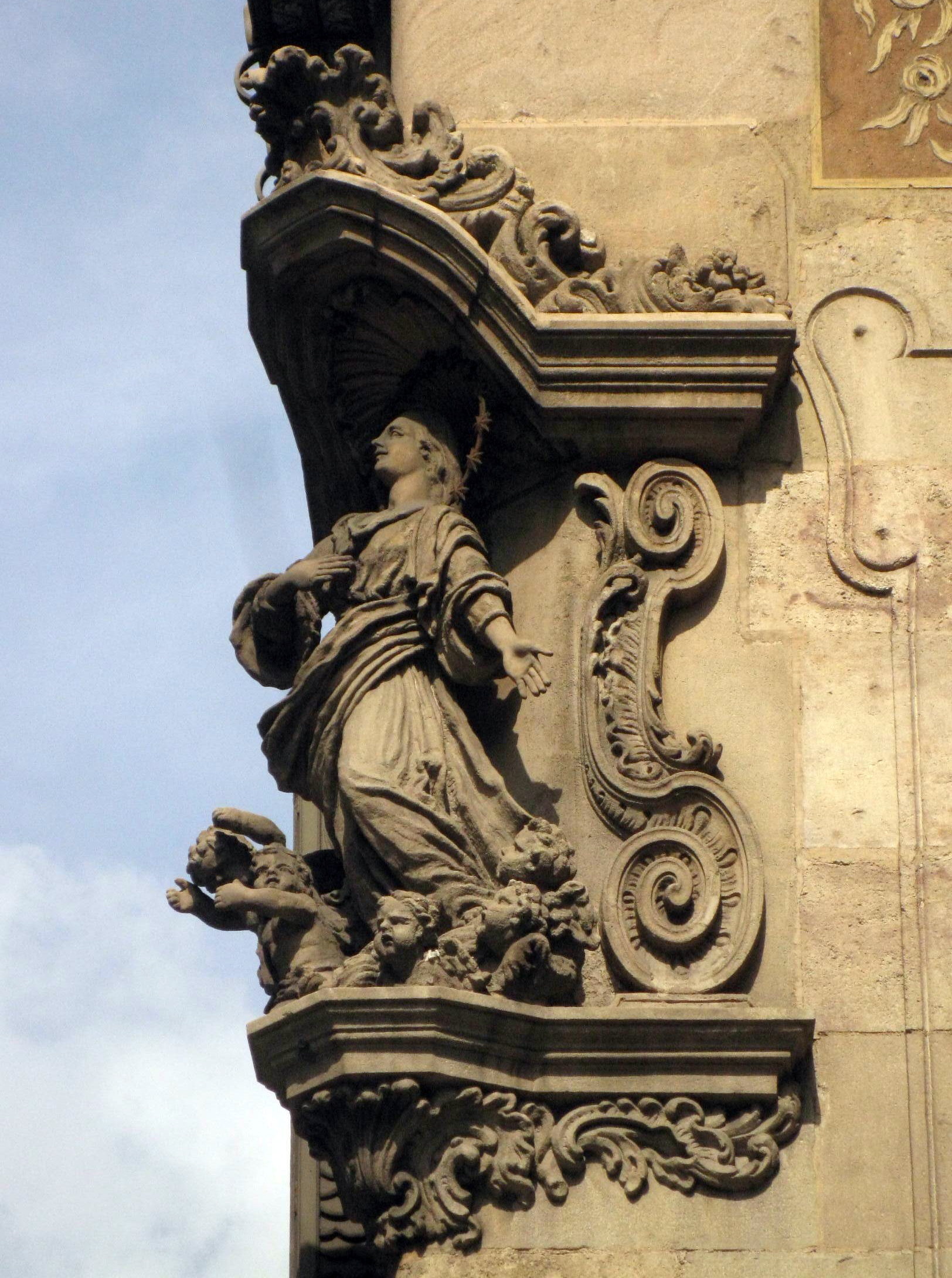
Nostra Senyora dels Àngels (1763).

Es tenen poques dades de la seva vida, a excepció que entre 1774 i 1776 va fer una estada a Roma.
Va ser autor de la imatge de Nostra Senyora dels Àngels situada en una fornícula de la Casa de la Seda, de la Via Laietana, del 1763. És una escultura de pedra de 1,50 m d'altura, que representa a aquesta advocació mariana dempeus amb la mà dreta en el cor, amb diversos àngels als seus peus i coronada per una diadema d'estels.
El 1767 va fer el sepulcre per al marquès de la Mina a l'església de San Miguel del Port, destruït el 1936.
El 1784 va construir la Font de Neptú, promoguda per Francisco González de Bassecourt i situada al costat de la Duana, en la ubicació de l'actual Estació de França. Representava al déu Neptú dempeus sobre uns dofins i un pedestal amb baixos relleus, enmig d'una tassa d'aigua. L'estàtua va ser destruïda a la revolta popular de 1843 i substituïda per una còpia efectuada per un picapedrer, fins que en 1877 la font va ser desmuntada; només es va conservar el baix relleu del pedestal, que es troba en el Museu d'Història de Barcelona.